# Канталуп
Канталуп — рослина родини гарбузових, підвид дині.

## Будова
Плоди канталупу покриті смугастою шкіркою. У довжину, як правило, 15—25 см. М'якуш плоду помаранчевого кольору. Транспортабельні, але тривале зберігання протипоказано.

## Історія
Вихідний матеріал для розведення потрапив до Європи за часів хрестових походів. Католицькі ченці привезли з Вірменії насіння місцевих динь. Ці дині були піднесені очільнику католицької церкви — папі римському — як вишуканий десерт. Пригощання припало до смаку і Папа відправив насіння для вирощування у свій маєток в Канталупі. Звідси ці дині й отримали свою нинішню назву — канталуп. В наш час[коли?] канталуп — широко оброблюваний вид динь як у Старому, так і в Новому Світі.